# Trypanochloridaceae
Famille
Les Trypanochloridaceae sont une famille d'algues de l'embranchement des Ochrophyta de la classe des Xanthophyceae et de l’ordre des Mischococcales.
Le Trypanochloris se développe exclusivement dans les couches périphériques de la coquille du genre Clausilia, un petit gastéropode terrestre. Ce genre probablement très répandu n'a été signalé qu'en Europe centrale.

## Étymologie
Le nom vient du genre type Trypanochloris, du grec τρυπανον / trypanon, « tarière ; forer, creuser », et χλωρηίς / chloriís, « vert », en référence à la tendance de cet organisme à s'installer (par creusement) dans la coquille calcaire de mollusques, notamment dans le gastéropode Clausilia comme le décrit ce genre le phycologue et malacologue Lothar Geitler en 1935.

## Description
Les Trypanochloris sont des organismes unicellulaires faisant jusqu'à 60 µm de diamètre. les jeunes cellules grossièrement arrondies, deviennent étoilées à l'âge adulte avec des prolongements irrégulièrement cylindriques, parfois dichotomiques, rayonnant plus ou moins à partir de la région de la cellule contenant le noyau.

## Liste des genres
Selon AlgaeBase (7 avril 2022) :
- Trypanochloris Geitler, 1935

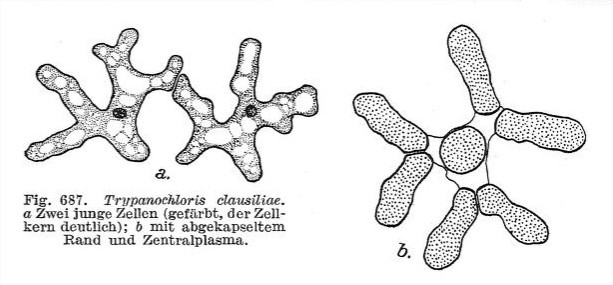
Deux jeunes cellules de Trypanochloris clausiliae.
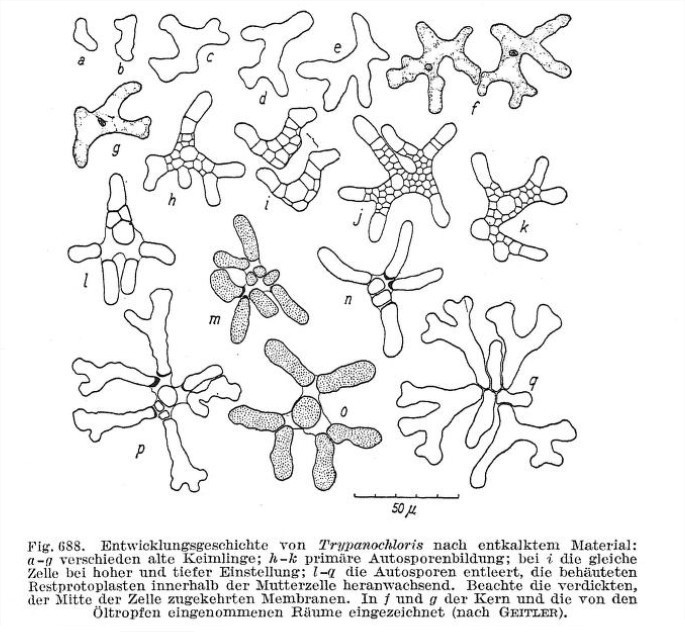
Chronologie du développement de Trypanochloris.
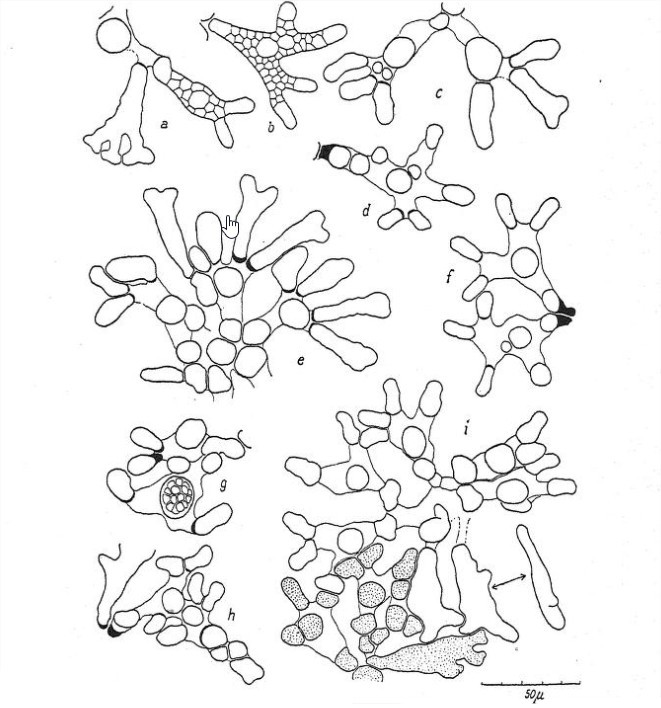
Développement de Trypanochloris (suite de la Fig.688).
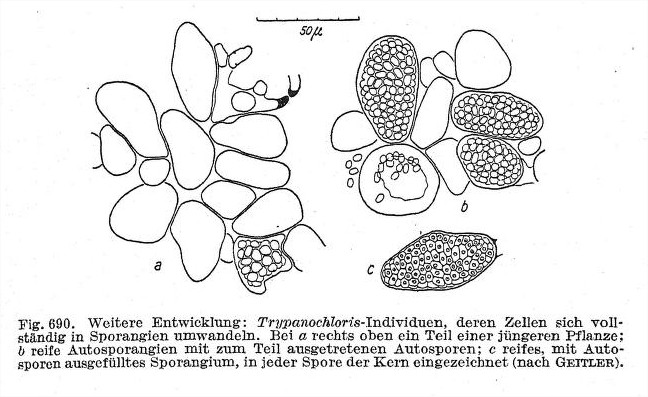
Trypanochloris dont les cellules se transforment en sporanges.